# Sarah Stanton
Sarah Stanton (28 de junio de 1978) es la teclista del grupo británico My Dying Bride. Sarah, es la más joven de la banda. Comenzó a formar parte del grupo en 1999, tras el álbum 34.788% completado. 
Sus discos favoritos de My Dying Bride son Like Gods of the Sun y Dreadful Hours. Sarah, afirma que su mayor influencia personal son sus padres, y su mayor influencia musical son The Cure y Nine Inch Nails
- Datos: Q2627036